# Volyň (film)

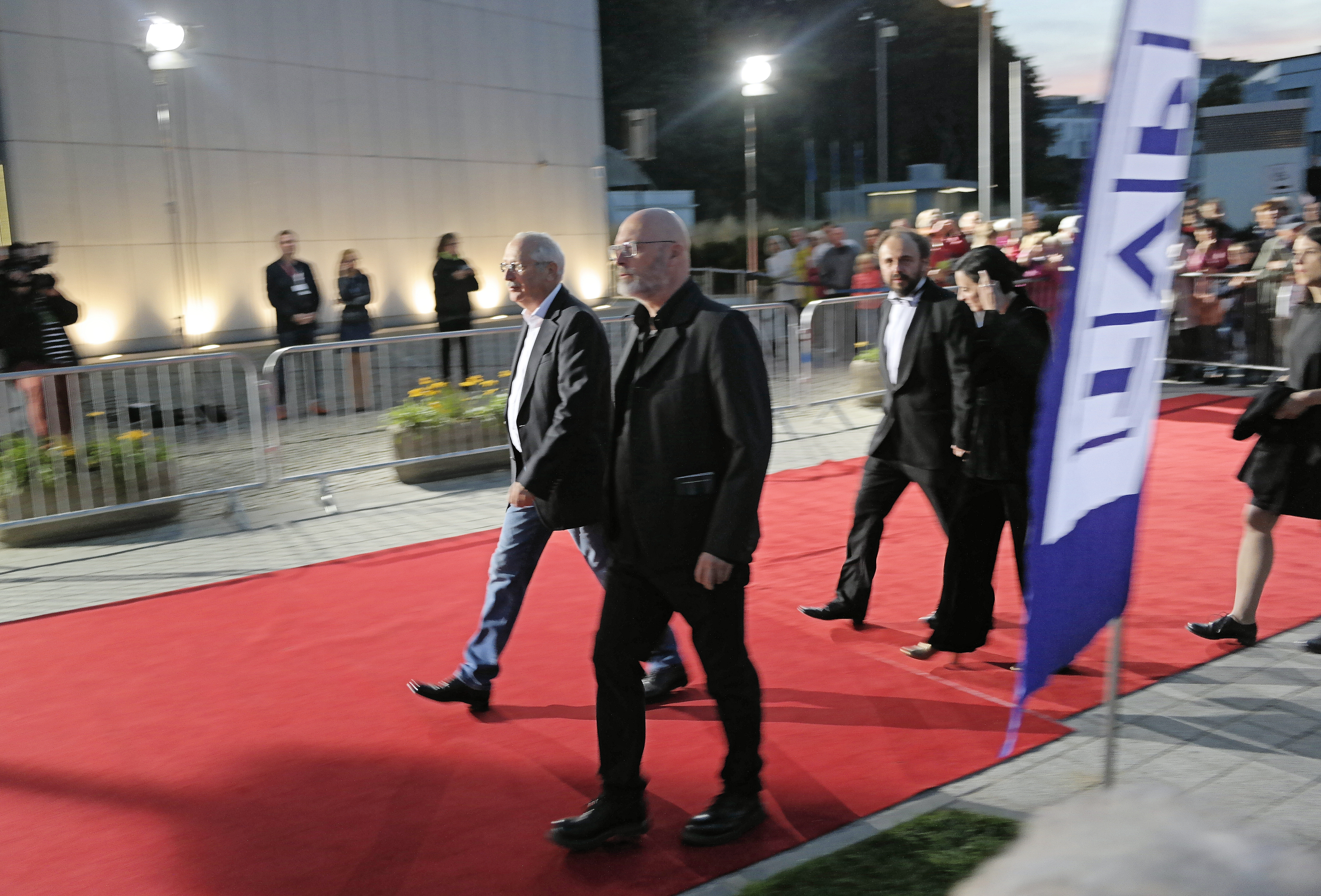
Wojciech Smarzowski na filmovém festivalu v Gdyni

Volyň (v originále Wołyń) je polský film režiséra Wojciecha Smarzowského z roku 2016. Trvá 150 minut a pojednává o osudech obyvatel Volyně v polských Kresech na dnešní severozápadní Ukrajině během masového vyhlazování etnických Poláků ukrajinskými nacionalisty z UPA (Banderovci) v průběhu druhé světové války v letech 1943–1944.
Film byl pozitivně přijat polskými diváky, kritiky i historiky a získal několik cen na Filmovém festivalu v Gdyni, kde se film promítal poprvé. Filmový kritik novin Gazeta Wyborcza Tadeusz Sobolewski označil Volyň za „skvělý film“, bezprecedentní v polské filmografii po roce 1989.
Snímek ovládl 19. ročník Polských orlů. Obdržel celkem 14 nominací, ze kterých proměnil 8 – za nejlepší film, nejlepší režii, nejlepší hudbu, nejlepší kameru, nejlepší výpravu, nejlepší střih, nejlepší zvuk a nejlepší kostýmy. Získal také cenu diváků.
Na Ukrajině vzbudil snímek spíše negativní reakce a promítání filmu v Kyjevě bylo na žádost ukrajinského ministerstva zahraničí zrušeno. Producent filmu Feliks Pastusiak uvedl: „Víme o tom, že film bude kontroverzní, že vyvolá řadu emocí, ale taková má být jeho role. Myslíme si, že některé problémy se dají vyřešit jedině tím, že je otevřeme.“ Film je v současnosti na Ukrajině dokonce zakázán. 
Premiéru v České republice měl film 30. května 2017 v kině Atlas v Praze. Pro velký zájem byl film promítán ještě 6. června. Na 52. Mezinárodním filmovém festivalu Karlovy Vary v roce 2017 nebyl film uveden.
Ukrajinský velvyslanec v České republice Jevhen Perebyjnis protestoval proti odvysílání filmu na ČT art v září 2018 a České televizi zaslal kritický dopis, ve kterém označil snímek za „překrucování dějin“ a uvedl, že „Některé zavádějící a nepravdivé záběry z filmu hodně Ukrajinců považuje za urážející.“